# Larry Hough
Lawrence »Larry« Alan Hough, ameriški veslač, * 4. april 1944, Janesville, Wisconsin.
Hough je za Združene države Amerike nastopil na Poletnih olimpijskih igrah 1968 in 1972.
Leta 1968 je s soveslačem Tonyjem Johnsonom v dvojcu brez krmarja osvojil srebrno medaljo, na igrah leta 1972 pa je v isti disciplini s soveslačem Dickom Lyonom osvojil deveto mesto.